# Base Transceiver Station
BTS (Base Transceiver Station (BTS)) är namnet för radiobasstation i GSM. En BTS styrs av kontrollenheten Base Station Controller (BSC).